# Jean Mary
Pour les articles homonymes, voir Mary.
Jean Mary est une personnalité du monde des courses hippiques, jockey et driver de trotteurs, né le 11 avril 1932 au Mans et mort le 29 mars 1986 à Boissy-Saint-Léger (centre d'entraînement de Grosbois).

## Palmarès
France
- Prix d'Amérique - 2 - Tidalium Pelo (1971, 1972)
- Prix de Cornulier - 8 - Gardon (1955, 1956, 1958), Prince des Veys (1964), Quérido II (1966), Tidalium Pelo (1970, 1972), Gamélia (1980)
- Prix du Président de la République - 6 - Gardon (1954), Noble Épine (1961), Quérido II (1964), Reine de Mars B (1965), Dor (1973), Elpenor (1974)
- Prix de Normandie - 3 - Gardon (1955), Sadoc (1967), Elpenor (1975)
- Prix de Vincennes - 3 - Minarelle H (1959), Vaccarès II (1968), Elpenor (1973)
- Prix des Centaures - 7 - Jeton (1957), Minarelle H (1960), Noble Épine (1961), Miss des Ramiers (1962), Tidalium Pelo (1968, 1969), Elpenor (1974)
- Prix de France - 2 - Tidalium Pelo (1969, 1970)
- Prix des Élites - 3 - Quérido II (1965), Tidalium Pelo (1967), Elpenor (1975)
- Prix René Ballière - 1 - Tidalium Pelo (1967)
- Critérium des 4 ans - 1 - Dor (1973)
- Prix d'Essai - 3 - Lucky Williams (1958), Camille II (1971), Effiat (1973)
- Saint-Léger des Trotteurs - 2 - Paléo (1962), Umuse P (1967)

 Suède
- Elitloppet - 1 - Tidalium Pelo (1971)

 Allemagne
- Grand Prix d'Allemagne - 1 - Tidalium Pelo (1967)
- Prix des Meilleurs - 1 - Tidalium Pelo (1969)

 Italie
- Grand Prix de la Côte d'Azur - 1 - Tidalium Pelo (1969)